# Dębówiec (Krotoszyn)
Pour les articles homonymes, voir Dębowiec.
Dębówiec (prononciation : [dɛmˈbuvjɛt͡s]) est un hameau polonais du village de Wyrębin de la gmina de Koźmin Wielkopolski dans le powiat de Krotoszyn de la voïvodie de Grande-Pologne dans le centre-ouest de la Pologne.

## Histoire
De 1975 à 1998, le hameau faisait partie du territoire de la voïvodie de Kalisz.

Depuis 1999, Dębówiec est situé dans la voïvodie de Grande-Pologne.